# جاك بولي
جاك بولي (بالفرنسية: Jacques Bolle)‏ هو متسابق دراجات نارية فرنسي معتزل. نافس في سباقات بطولة العالم لفئة 350 سي سي ولفئة 250 سي سي ولفئة 125 سي سي ولفئة 50 سي سي. فاز بجائزة بريطانيا الكبرى للدراجات النارية سنة 1983.